# Berberana
Berberana es un municipio y también una Entidad Local Menor de España situado en el norte de la provincia de Burgos, comunidad autónoma de Castilla y León (España), comarca de Las Merindades, partido judicial de Villarcayo.

## Datos generales

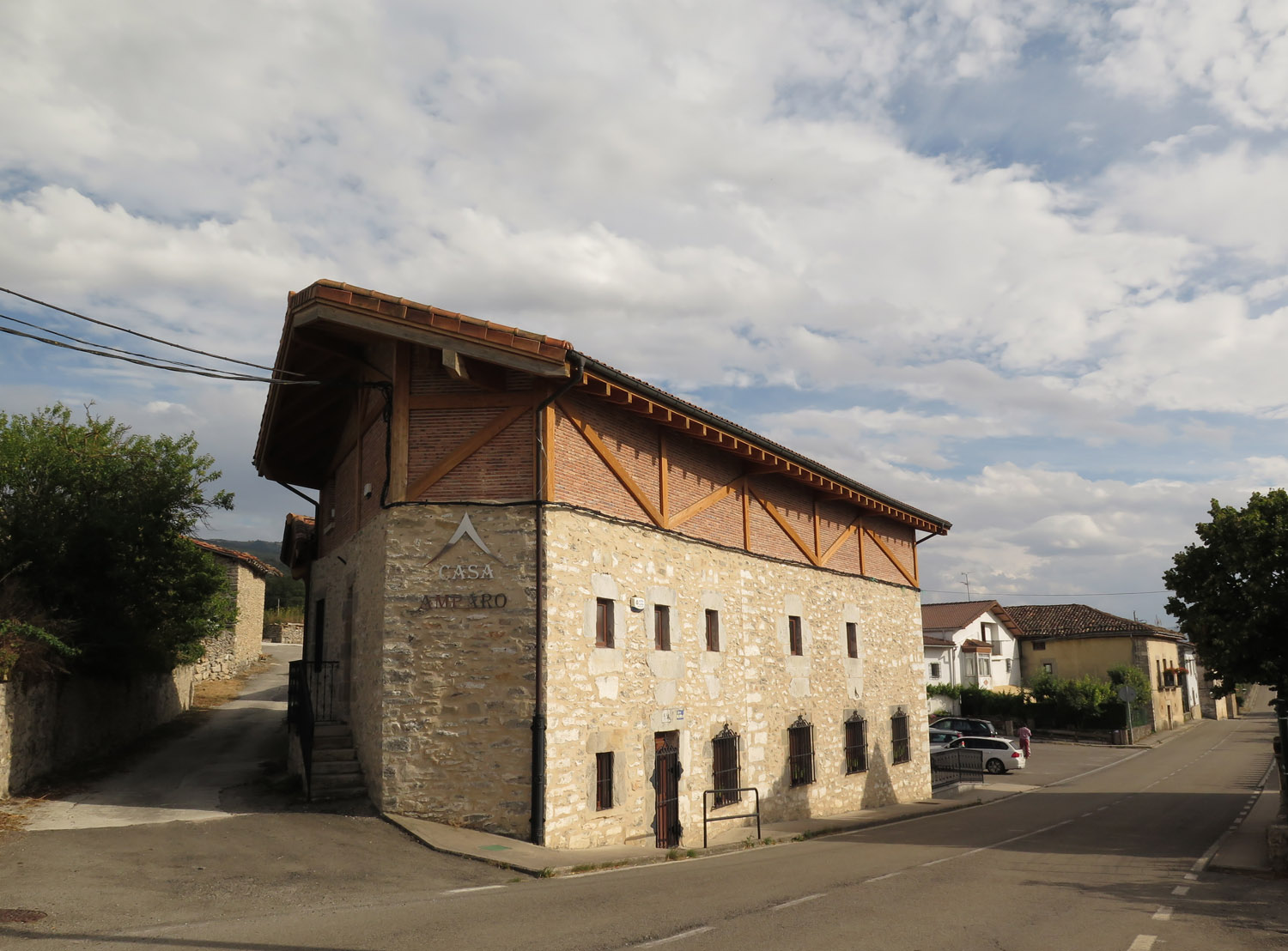
Uno de los locales hosteleros de la localidad, situado junto a la carretera que atraviesa el pueblo desde Burgos a Bilbao

Tiene un área de 33,80 km² con una población de 54 habitantes (INE 2019) y una densidad de 1,6 hab/km². Dista 100 km. de la ciudad de Burgos.
Administrativamente está dividido en dos Entidades Locales Menores: Berberana y Valpuesta, localidad de gran importancia a pesar de su tamaño, ya que hoy en día es reconocida como la localidad de origen de los textos más antiguos hallados en romance castellano.

## Ayuntamiento
Como resultado de las Elecciones municipales de España de 2011:
- Alcalde: Susana Gutiérrez-Barquín Torre (PP)
- Concejales: José Miguel Martínez Robredo (PP).
- Alcaldes pedáneos:
  - Berberana:  Jesús María Guinea Ramírez (PP).
  - Valpuesta:  María Soledad Bengoa Sáez (Agrupación de Electores)

## Demografía
Berberana cuenta con una población de 48 habitantes (INE 2024).
| Gráfica de evolución demográfica de Berberana entre 1842 y 2021 |
| |
| Población de derecho según los censos de población del INE. Población de hecho según los censos de población del INE.Entre el censo de 1857 y el anterior, crece el término del municipio porque incorpora a Valpuesta. |

En 1843 pertenecía al partido de Villarcayo y contaba con 170 habitantes.

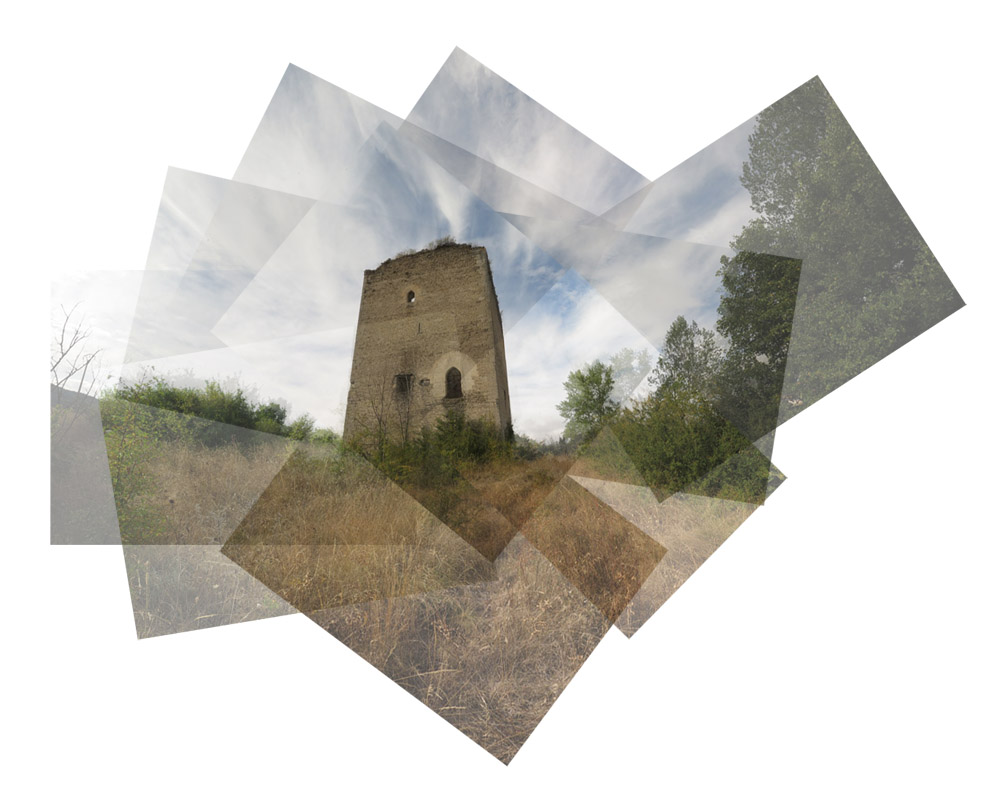
Imagen panográfica del torreón medieval de los Sánchez de Velasco

| 1991 |  | 1996 |  | 2001 |  | 2004 |
| ---- |  | ---- |  | ---- |  | ---- |
| 98   |  | 88   |  | 87   |  | 81   |

## Monumentos
Los monumentos más importantes de Berberana son la torre de los Sánchez de Velasco, construcción militar del siglo XV, situada al oeste de las afueras del pueblo y que se encuentra en ruina interiormente, junto al río Tumecillo, y la iglesia de San Cornelio y San Cipriano.
Esta torre pertenecía a los Señores de Berberana, Señorío que en 1789 fue ascendido a Condado de Berberana.

## Toponimia e historia
Según Menéndez Pidal la raíz BORB-, entre los que cita como Borbolla o Barbatona, es de origen ligur cuyo significado es borbotar, hervir.  Villares propone que BORB-, BORN- borbotear, deriva del indoeuropeo BHER- hervir, burbujear.  Sevilla expone el radical *BHER- borbotar, referido al agua que brota o hierve. Galmés explica el topónimo Barbeira (Pontevedra) desde el precelta BAR-B, monte.  No obstante emparentamos Barbarana con un antropónimo, bien como villa de bárbaros tal como definió Alarcos, o bien como lo hizo Sánchez Vidal, con un apelativo genérico que designe a los bárbaros como Barbariana.
Villa perteneciente a la  Merindad de Bureba, jurisdicción de realengo con alcalde ordinario.
A la caída del Antiguo Régimen queda agregado al ayuntamiento constitucional de Berberana, en el partido de Villarcayo perteneciente a la región de Castilla la Vieja.
De la localidad procedía la familia Palacios, emigrada a Venezuela en el siglo XVII, a la que pertenece la madre del prócer Simón Bolívar.
En 1857, Berberana incorpora el territorio del extinguido Valpuesta.
El 17 de agosto de 2011 se registró un terremoto de magnitud 3,4 con epicentro al noreste de Berberana, que pudo sentirse en localidades cercanas de Álava y Vizcaya, sin producir daños de consideración.

## Fiestas y costumbres
El día 16 de septiembre celebran la festividad de su patrón San Cornelio.

## Parroquia
Iglesia de San Cornelio y San Cipriano en el Arzobispado de Burgos, arciprestazgo de Medina de Pomar